# Nigun jasídico
Nigun (en hebreo: ניגון - plural. Nigunim) o Niggun (plur. Niggunim) es una forma de canción o melodía religiosa judía cantada por grupos. Es una técnica de canto, a menudo con sonidos repetitivos como "bim-bum-bam" o "ai-ai-ai!": esta repetición va incluso más allá del Mantra porque en la música expresa el consiguiente éxtasis religioso, a menudo en alegría que, junto con el bien y la bondad, es uno de los objetivos de la religión judía; esto luego se hará más explícito en el Nigun Chabad ‘Lekatchila Ariber’. A veces, los versículos de la Biblia o las citas de otros textos hebreos clásicos se cantan una y otra vez para crear un Nigun. Algunos Nigunim se cantan como oraciones de lamentación con la Teshuvá mientras que otros pueden ser alegres o victoriosos.
Los nigunim son en gran medida improvisaciones aunque pueden basarse en pasajes temáticos y tienen una forma estilizada, lo que refleja las enseñanzas y el carisma del liderazgo espiritual de la congregación o su movimiento religioso. Los nigunim son especialmente centrales para la adoración en el judaísmo jasídico, que desarrolló sus propias formas estructuradas y conmovedoras para reflejar la alegría mística de la oración intensa (Devekut).
El Nigun, además de ser la expresión musical cantada más profunda de la fe judía, destaca por tanto su total espontaneidad: cómo la fe se suscita en un transporte casi extático hacia Dios, ya sea motivada por la alegría, por necesidades de diversa índole o por necesidades de la ayuda divina, entonces el Nigun es ciertamente improvisado y ciertamente es la forma más fiel a las sonoridades de la música judía porque es precisamente la expresión interior más íntima de la espiritualidad litúrgica judía. El Nigun es la misma manifestación más verdadera y profunda del sentimiento religioso judío... pero revelada y comprobable directamente por todos, precisamente esto se hace explícito como un canto que testimonia el 'puro judaísmo religioso'. En otras palabras, es el ser mismo del 'judío', ser que se revela como un parámetro constante incesantemente enraizado en la vida misma y que se transmuta por tanto en toda la teología del judaísmo como religión eterna.
Así, finalmente, un Nigun puede ser tan alegre y esperanzado hasta el punto de tomar conciencia de su condición de Galut (Diáspora) deseando su fin con la llegada del Mashíaj y cantando con profunda fe: "Yo creo en el Mashiaj… Queremos el Mashiaj!"

El Beit Hamikdash ['El Templo Sagrado de Jerusalén'], corazón del mundo (ver Likutei Moharan 49) es un lugar de oración, como está escrito ... y mi casa será una casa de oración para todas las naciones. Y es por eso que la canción más importante de 'Am Yisrael', la canción de los Levitas, se cantaba en el Templo Sagrado. Entonces, esta canción depende y está interconectada con el corazón y el Beit Hamikdash es el corazón del mundo. Nuestros sabios enseñan que Dios Santo, sea bendito Él, no habría creado este mundo si no fuera por la canción y la alabanza cantada de nuevo todos los días... Porque Él desea nuestros corazones; cuando cantamos ante Él, revelamos la alegría genuina mientras le servimos y buscamos Su Santa Luz. Este es verdaderamente nuestro propósito y dentro se encuentra el significado infinito de la oración y el canto frente a Dios. Es por eso que los Tzadikim, 'los justos', siempre han elegido una forma de cantar ante el Dios Santo. El Rey David, llamado el Dulce Cantor de Israel, cantó sus Salmos ante su Creador todos los días de su vida. Y cuando venga el Mesías, 'el Moshiaj ben David', restaurará los cánticos del Templo Sagrado; nos enseñará los cánticos y melodías del Rey David porque este es el cántico que proclama la eternidad del Reino de Israel. Entonces el justo Mashíaj cantará con nosotros, instruyéndonos sobre cómo servir a Dios a través del canto y Niggun. Que este día llegue pronto, Amén

El mundo entero fue creado a partir del Monte del Templo de Jerusalén: por eso su importancia es igual a la de Israel, en el pensamiento de Dios incluso antes de [dar vida a] la obra de la Creación; del mismo modo, la música deriva de los reinos sublimes divinos y por eso suscita mayor alegría y placer así como amor y deleite más que la inteligencia u otras formas de arte: la música y el Niggun son una expresión del alma como lo es la palabra una expresión de conocimiento e inteligencia pero ambos derivan de Dios, música con oración y conocimiento con inteligencia para llegar a Jojmá precisamente a través de la profecía divina. De ello se deduce que el Templo de Jerusalén, Casa de Dios, es el principal centro de 'aprehensión espiritual para Dios', esto también motivado por volverse hacia su dirección desde cualquier parte de la Tierra donde se encuentre el judío para realizar adecuadamente su Tefilá.
El Nigun es claramente una expresión individual que sanciona la manifestación más fuerte y viva del alma judía, como se mencionó al establecer un vínculo único y muy profundo con Dios; sin embargo, es cierto que el Nugun también nos permite confirmar la Yejidah de los judíos ('unidad') en la amistad y la alegría, aunque sea solemnemente: la solemnidad y la alegría del Nigun lo convierten, por tanto, en el cumplimiento de tiempos muy antiguos con un 'eco espiritual' atribuible al servicio del Templo ('Avodá'), casi con un éxtasis equilibrado de inspiración verdaderamente divina.
Con el Niggun, también en la historia europea, el jasidismo ha llegado a los escenarios más famosos... y también en las Sinagogas, más queridas por los judíos, desde el Baal Shem Tov, luego con nuestro Rebe Najman de breslev (casi tuvo que enfrentarse al viejo Napoleón que de todos modos se sentía complacido y honrado con la memoria de los judíos que sabían cantar melodías también apreciadas por él) con Shneur Zalman de Liadi y el último Rebe de Lubavitch hasta Avraham Fried y también 'la música cabalística', aunque muy raramente difundida con el Dr.Rabí Michael Laitman. El jasidismo de hoy se actualiza pues, más que nunca, no solo con la tecnología tan querida por pequeños y mayores, al parecer, sino hasta el punto de entretener a un público muy numeroso, como se ha dicho, con 'orquestas super-provistas' y con gran capacidad de atrevimiento y alegría y talentos. El Niggun Hava es quizás la canción escuchada y cantada incluso en comunidades ortodoxas no jasídicas y, sin embargo, como Niggun, se encuentra entre las más evocadoras de la historia judía; de hecho, muchas otras canciones hebreas se han derivado de Hava, por lo tanto no es casualidad que Nissim Black también se expresara recordando su origen precisamente jasídica. Aunque está presente en todas las congregaciones judías en las circunstancias de las festividades religiosas y todavía se canta con diferentes melodías, también el Nigun Hinei Mah Tov entre los Chabad Lubavitch adquiere características particularmente meditativas con notas Bemol y un crescendo gozoso muy raro: el Nigun en hebreo así cantado con devoción significa "¡Qué bueno y hermoso es sentarse con nuestros hermanos!"
En la Edad Moderna actual, obviamente, el Niggun ha adquirido extensiones más allá del estribillo repetitivo habitual, convirtiéndose a veces en una verdadera composición artística musical; en cuanto a su vinculación con la música moderna es cierto que el Niggun ya se ha adaptado fácilmente con nuevas musicalidades o melodías, ciertamente evolucionado hoy como muchas otras artes y ciencias mismas gracias a la inspiración que involucró a casi toda la humanidad. De todo esto derivan famosas canciones hebreas con videos musicales ahora presentes también en la televisión, en varios canales de medios y también en las 'App' e Internet: desde Benny Friedman con Beri Weber hasta Matisyahu y la 8th Day Band la celebración religiosa jasídica y judía de la música ha cruzado los umbrales de la devoción normal hasta llegar precisamente a los lugares más lejanos de la Creación.